# Wybory parlamentarne w Górskim Karabachu w 2010 roku
Wybory parlamentarne w Górskim Karabachu w 2010 roku – wybory do Zgromadzenia Narodowego w Górskim Karabachu, nieuznawanej republice na terenie Azerbejdżanu, przeprowadzone 23 maja 2010. W ich wyniku największą liczbę mandatów w parlamencie zdobyła rządząca partia Wolna Ojczyzna. 

## Organizacja głosowania
Górski Karabach ogłosił swoją niepodległość w 1991, w czasie konfliktu zbrojnego z Azerbejdżanem trwającego do 1994. Niepodległości terytorium nie uznało żadne z państw. Jednoizbowy parlament republiki, 33-osobowe Zgromadzenie Narodowe, wybierane jest na 5-letnią kadencję w wyborach powszechnych. Od 2010 17 mandatów obsadzanych jest według zasad ordynacji proporcjonalnej, a pozostałych 16 według ordynacki większościowej. Próg wyborczy został obniżony z poziomu 10% do 6% dla partii politycznych oraz z 15% do 8% dla koalicji wyborczych. Do udziału w wyborach zarejestrowanych zostało 94,9 tys. obywateli, co stanowiło 2/3 wszystkich mieszkańców Górskiego Karabachu. Mogli oni głosować w 273 punktach wyborczych. 
W wyborach udział wzięły 4 partie polityczne: Wolna Ojczyzna premiera Arajika Harutiuniana, Partia Demokratyczna Arcachu, Armeńska Federacja Rewolucyjna oraz Partia Komunistyczna Arcachu. Spośród nich tylko ta ostatnia nie popierała w wyborach prezydenckich w 2007 kandydatury Bako Sahakiana. O 33 mandaty w parlamencie ubiegało się w sumie 226 kandydatów. 

## Wyniki wyborów
Według oficjalnych wyników wyborów, zwycięstwo odniosła rządząca Wolna Ojczyzna, uzyskując 14 mandatów w parlamencie. Frekwencja wyborcza wyniosła 67,8%.
- Wyniki wyborów do parlamentu:

| Partia polityczna | Partia polityczna                                                    | Ordynacja proporcjonalna | Ordynacja proporcjonalna | Ordynacja proporcjonalna | Liczba mandatów według ordynacji większościowej | Liczba mandatów ogółem | +/– |
| Partia polityczna | Partia polityczna                                                    | Liczba głosów            | %                        | Liczba mandatów          | Liczba mandatów według ordynacji większościowej | Liczba mandatów ogółem | +/– |
|                   | Wolna Ojczyzna (Azat hajrenik)                                       | 29 252                   | 46,4%                    | 8                        | 6                                               | 14                     | +4  |
|                   | Partia Demokratyczna Arcachu (Arcachi żoghowyrtawarakan kusakcutiun) | 18 017                   | 28,6%                    | 5                        | 2                                               | 7                      | -5  |
|                   | Armeńska Federacja Rewolucyjna (Haj heghapochakan dasznakcutiun)     | 12 725                   | 20,2%                    | 4                        | 2                                               | 6                      | +3  |
|                   | Partia Komunistyczna Arcachu (Arcachi komunistakan kusakcutiun)      | 3 054                    | 4,8%                     | 0                        | 0                                               | 0                      | 0   |
|                   | Kandydaci bezpartyjni                                                | -                        | -                        | -                        | 6                                               | 6                      | -2  |
|                   | Głosy nieważne                                                       | 3 446                    |                          | -                        | -                                               | -                      | -   |
|                   | Razem                                                                | 66 771                   | 100%                     | 17                       | 16                                              | 33                     | -   |
| Źródło:           |                                                                      |                          |                          |                          |                                                 |                        |     |

## Ocena głosowania
Wybory monitorowało około 120 obserwatorów z takich państw, jak Francja, Rosja, Stany Zjednoczone, Włochy, Niemcy, Grecja, Wielka Brytania, Argentyna, Irlandia, Czechy, Dania, Holandia, Kanada, Słowacja, Armenia. 
Wybory nie były monitorowane i nie zostały uznane przez OBWE i Unię Europejską.